# 秋田県道273号外山落合線
秋田県道273号外山落合線（あきたけんどう273ごう そでやまおちあいせん）は、秋田県横手市を通る一般県道である。

## 概要
松川の上流、外山（そでやま）地区から路線が始まり、終点の国道107号まで、全線が雄物川水系の横手川支流の松川と並行する。
途中には松川をせき止めて作った大松川ダム（みたけ湖）があり、当道路は、2つの橋がダムを横断し、湖の湖畔を縫うように通る。

### 路線データ
- 総延長 : 8.642 km[2]
- 実延長 : 8.642 km[2]
- 起点 : 秋田県横手市山内大松川字中村74番1[3]北緯39度21分6.69秒 東経140度39分45.94秒
- 終点 : 秋田県横手市山内大松川字上台8番10（国道107号交点）[3]北緯39度17分53.09秒 東経140度37分51.63秒
- 未供用区間 : なし[2]

## 歴史
- 1973年（昭和48年）3月1日 - 秋田県道に認定される[3]。

## 路線状況

### 冬期閉鎖区間
- 区間 : 横手市山内外山・起点 - 横手市山内木戸口・大松川ダム[4]
  - 期日 : 11月中旬 - 4月下旬[5]

### 交通不能区間
- なし[6]

## 地理

### 交差する道路
| 施設名 | 接続路線名                              | 備考 | 所在地                 |
| ------ | --------------------------------------- | ---- | ---------------------- |
|        |                                         | 起点 | 横手市山内大松川字中村 |
|        | 国道107号 （秋田県道1号盛岡横手線重複） | 終点 | 横手市山内大松川字上台 |

### 沿線の施設
- 大松川ダム（みたけ湖）